# Château de Clerdan
Le château de Clerdan est situé sur la commune de Romans, en France.

## Localisation
Le château est situé dans le département de l'Ain sur la commune de Romans, en région Auvergne-Rhône-Alpes. Il domine la vallée de la Chalaronne.

## Description
Le château de Clerdan est un corps de logis de plan carré avec pavillon saillant plein cintre avant
.                 

## Historique
Il fut construit au milieu du XIXe siècle par le comte de La Rochette[source insuffisante].